# Národní alternativa
Národní alternativa je česká ultrapravicová organizace, která byla založena 11. srpna 2001. Organizace vystupuje proti členství České republiky v Evropské unii, je pro znovuzavedení trestu smrti a vystupuje nejen proti pozitivní diskriminaci, ale proti kulturně odlišným etnickým menšinám vůbec. Vedení organizace sídlí v Praze, pobočky má ve čtyřech dalších českým městech. Národní alternativa je radikálně-pravicovou organizací, která navazuje na tradici české ultrapravice. Výraznou pozornost ji věnoval Miroslav Mareš ve své knize Pravicový extremismus a radikalismus v ČR. K roku 2015 byla uváděna jako sice stále existující, ale málo činná.